# Ellon (Calvados)
Ellon település Franciaországban, Calvados megyében. Lakosainak száma 632 fő (2022. január 1.). Ellon Arganchy, Condé-sur-Seulles, Guéron, Juaye-Mondaye, Monceaux-en-Bessin és Nonant községekkel határos.

## Népesség
A település népességének változása:
| Lakosok száma | 324  | 364  | 380  | 348  | 476  | 468  | 504  | 585  | 608  | 632  |
|               | 1968 | 1982 | 1990 | 2006 | 2013 | 2015 | 2017 | 2019 | 2020 | 2022 |